# Stephen Twigg
Stephen Twigg (sinh ngày 25 tháng 12 năm 1966) là một chính khách của Lao động Hợp tác từng là Nghị sĩ Quốc hội của Enfield Southgate từ năm 1997 đến năm 2005, và cho Liverpool West Derby từ năm 2010 đến 2019.
Ông trở nên nổi tiếng trên toàn quốc vào năm 1997 khi giành được ghế Bộ trưởng Quốc phòng Michael Portillo. Twigg được bổ nhiệm làm Bộ trưởng Nhà nước về Tiêu chuẩn Trường học vào năm 2004, một công việc mà ông giữ cho đến khi mất ghế vào năm 2005. Ông trở lại quốc hội vào năm 2010, sau khi được bầu làm Nghị sĩ cho Liverpool West Derby khi nghị sĩ lâu năm Bob Wareing nghỉ hưu.
Sau khi Ed Miliband được bầu vào lãnh đạo Lao động, ông đã đưa Twigg trở thành Bộ trưởng Văn phòng Ngoại giao Bóng tối. Trong cuộc cải tổ vào tháng 10 năm 2011 của mình, Miliband thăng chức Twigg lên chức vụ Bộ trưởng Giáo dục Bóng tối. Tuy nhiên, vào ngày 7 tháng 10 năm 2013, ông đã được thay thế trong cuộc cải tổ.
Vào tháng 8 năm 2020, Stephen Twigg được bổ nhiệm làm Tổng thư ký thứ 8 của Hiệp hội Nghị viện Khối thịnh vượng chung.